# Franciszek Korewo

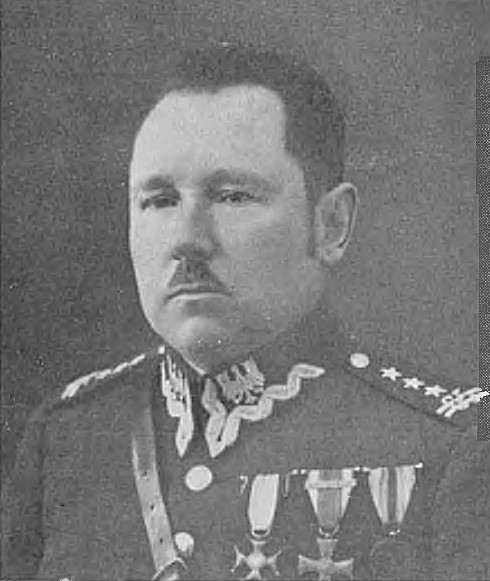
Franciszek Korewo

Franciszek Korewo (ur. 28 sierpnia 1885 w maj. Zujkajmie, zm. ?) – pułkownik piechoty Wojska Polskiego, kawaler Orderu Virtuti Militari.

## Życiorys
Urodził się 28 sierpnia 1885 w majątku Zujkajmie, w ówczesnym powiecie rosieńskim guberni kowieńskiej, w rodzinie Jana i Petronelli z Zacharzewskich. Był młodszym bratem Jana (1882–1941), oficera armii rosyjskiej. Ukończył gimnazjum w Wilnie.
W 1905 wstąpił do Wileńskiej Szkoły Junkrów Piechoty. Od 1908 był oficerem zawodowym armii rosyjskiej. Podczas I wojny światowej od grudnia 1917 był zastępcą dowódcy 13 pułku strzelców polskich, a później dowódcą 16 pułku strzelców polskich. Brał udział w bitwie pod Kaniowem 11 maja 1918, po czym dostał się do niewoli niemieckiej.
Po odzyskaniu przez Polskę niepodległości został przyjęty do Wojska Polskiego w październiku 1918 jako były oficer armii rosyjskiej w stopniu podpułkownika. Został komendantem powołanego rozkazem z 30 października 1918 Okręgu Wojskowego nr X „Łowicz” (Łowicki). Następnie był organizatorem oraz od 1 grudnia 1918 do 14 lipca 1919 dowódcą 30 pułku piechoty, po czym na przełomie 1919/1920 dowodził 49 pułkiem strzelców kresowych i 65 pułkiem piechoty. W międzyczasie organizował XXXII Brygadę Piechoty, będąc jej pełniącym obowiązki dowódcy. Był także dowódcą grupy w Małopolsce Wschodniej. 11 czerwca 1920 został zatwierdzony z dniem 1 kwietnia 1920 w stopniu podpułkownika, w piechocie, w grupie oficerów byłych Korpusów Wschodnich i byłej armii rosyjskiej. Za swoje czyny podczas wojny polsko-bolszewickiej otrzymał Order Virtuti Militari.
Po zakończeniu działań wojennych nadal pełnił obowiązki dowódcy 65 pułku piechoty w Grudziądzu. 3 maja 1922 został zweryfikowany w stopniu podpułkownika ze starszeństwem od 1 czerwca 1919 i 97. lokatą w korpusie oficerów piechoty, a 31 marca 1924 prezydent RP nadał mu stopień pułkownika ze starszeństwem z dnia 1 lipca 1923 i 22. lokatą w korpusie oficerów piechoty. Po awansie został zatwierdzony na stanowisku dowódcy pułku. W marcu 1927 został mianowany dowódcą piechoty dywizyjnej 13 Dywizji Piechoty w Równem. W lutym 1929 został przeniesiony do Korpusu Ochrony Pogranicza i mianowany dowódcą 6 Brygady Ochrony Pogranicza. W styczniu 1931 został przeniesiony z KOP do dyspozycji I wiceministra spraw wojskowych i szefa Administracji Armii z zachowaniem dotychczasowego dodatku służbowego. W październiku 1931 został przeniesiony do Dowództwa Okręgu Korpusu Nr III w Grodnie na stanowisko inspektora poborowego. Z dniem 30 czerwca 1934 został przeniesiony w stan spoczynku. W 1938 zamieszkiwał w Grodnie przy ul. Zielonej 4 m. 3.
Był żonaty, miał córkę Gertrudę (ur. 3 grudnia 1912).

## Ordery i odznaczenia
- Krzyż Srebrny Orderu Virtuti Militari nr 2434 (1792)[b][24][25][26][27][28]
- Krzyż Walecznych dwukrotnie[29][30][25][26][28]
- Złoty Krzyż Zasługi – 19 marca 1937 „za całokształt zasług w służbie wojskowej”[31][32]
- Medal Pamiątkowy za Wojnę 1918–1921[29][7]
- Medal Dziesięciolecia Odzyskanej Niepodległości[29][7]
- Odznaka Pamiątkowa Więźniów Ideowych[29][33]
- Medal Zwycięstwa – 12 grudnia 1921[c]
- Order Świętego Jerzego 4 stopnia[3]
- Order Świętego Włodzimierza 4 stopnia z mieczami i kokardą[3]
- Order Świętej Anny 2 stopnia z mieczami[3]
- Order Świętego Stanisława 2 stopnia z mieczami[3]
- Order Świętej Anny 3 stopnia z mieczami i kokardą[3]
- Order Świętego Stanisława 3 stopnia – 1912 (miecze i kokarda do orderu – 30 stycznia 1917)[3]

7 października 1935 Komitet Krzyża i Medalu Niepodległości odrzucił wniosek o nadanie mu tego odznaczenia.